# Квачук, Александр Викторович
Алекса́ндр Ви́кторович Квачу́к (род. 23 июля 1983, Александрия, Кировоградская область) — украинский шоссейный велогонщик, выступавший на профессиональном уровне в период 2004—2014 годов. Чемпион Украины на шоссе в групповой гонке и гонке с раздельным стартом, участник мировых первенств, гонок высшей категории и Мирового тура, в том числе «Вуэльты Испании 2012». Известен прежде всего по выступлениям за итальянские команды Lampre, Selle Italia-Diquigiovanni, ISD.

## Биография
Александр Квачук родился 23 июля 1983 года в городе Александрия Кировоградской области Украинской ССР. Проходил подготовку в александрийской Детско-юношеской спортивной школе, затем переехал на постоянное жительство в Харьков, где был подопечным заслуженного тренера по велоспорту Виталия Гавриловича Резвана.
Первого серьёзного успеха на международном уровне добился в сезоне 2001 года, когда вошёл в состав украинской национальной сборной и побывал на шоссейном чемпионате мира в Лиссабоне, откуда привёз награды золотого и серебряного достоинства, выигранные среди юниоров в групповой гонке и гонке с раздельным стартом соответственно. В разделке уступил только бельгийцу Юргену ван ден Бруку. Одновременно с этим успешно выступил на нескольких юниорских гонках в Италии, в частности одержал победу в генеральных классификациях «Джиро делла Луниджана» и «Джиро ди Базиликата».
Дебютировал на профессиональном уровне в 2004 году, присоединившись к итальянской команде Lampre, в частности побывал с ней на таких престижных гонках как «Вуэльта Каталонии», «Джиро дель Пьемонте», «Критериум Дофине» и др. Выиграл бронзовую медаль на шоссейном чемпионате Украины в групповой гонке.
В 2006 году перешёл в другой итальянский клуб Selle Italia-Diquigiovanni, где провёл следующие три сезона. Среди наиболее значимых достижений в этот период — третье место на десятом этапе «Тур де л’Авенир» (седьмое место в генеральной классификации), выступления в гонках высшей категории «Джиро дель Пьемонте», «Критериум Интернациональ», «Милан — Турин», «Тур озера Цинхай», Euskal Bizikleta.
В 2009 году вошёл в состав украино-итальянского проекта ISD. В зачёте украинского национального первенства выиграл серебряную медаль в групповой гонке и бронзовую медаль в гонке с раздельным стартом. В числе прочего представлял ISD на гонках высшей категории «Гран-при Фурми», «Париж — Брюссель», «Тур Люксембурга», «Схелдепрейс», «Милан — Сан-Ремо», «Омлоп Хет Ниувсблад», «Эшборн — Франкфурт», «Тур озера Цинхай», «Тур Лангкави» — в большинстве случаев работал на лидеров команды и не претендовал на победы.
Когда в 2011 году Индустриальный союз Донбасса начал спонсировать Lampre, Квачук вновь был приглашён в эту команду, получившую на сей раз название Lampre-ISD. На чемпионате Украины этого сезона он одержал победу в обеих шоссейных дисциплинах, после чего побывал на чемпионате мира в Копенгагене. Выступил на гонках мирового тура «Тур Швейцарии», «Тур Польши», «Тур Романдии», «Критериум Дофине», «Флеш Валонь», «Париж — Рубе». В 2012 году первый и единственный раз вышел на старт гранд-тура — полностью проехал все этапы супервеломногодневки «Вуэльта Испании», помогая лидеру своей команды итальянцу Дамиано Кунего.
В 2013 году перешёл в украинскую континентальную команду Kolss Cycling Team, с которой сумел выиграть пролог «Тура Румынии», занял третье место на Race Horizon Park, принял участие во многих гонках в России: «Пять колец Москвы», «Мемориал Олега Дьяченко», «Кубок мэра», «Гран-при Адыгеи». Участвовал в командных гонках на время на чемпионате мира в Тоскане и чемпионате мира в Понферраде. По окончании сезона 2014 года принял решение завершить профессиональную карьеру.
За выдающиеся спортивные достижения удостоен почётного звания «Мастер спорта Украины международного класса».